# Phallus minusculus
Phallus minusculus ist eine Pilzart aus der Familie der Stinkmorchelverwandten, die im tropischen Afrika vorkommt.

## Merkmale

### Makroskopische Merkmale
Der Fruchtkörper von Phallus minusculus entwickelt sich wie alle Arten der Stinkmorcheln aus einem Hexenei. Es ist eiförmig, braun und eineinhalb bis zweieinhalb Zentimeter groß und von einem Myzelstrang umgeben. Die Außenhaut (Exoperidie) ist häutig, die Innenhaut (Endoperidie) hingegen gelatinös und durchscheinend. Ausgewachsen ist die Art klar in Kopf und Stiel unterteilt. Der schwammige Stiel ist fünfundzwanzig bis dreiunddreißig Millimeter hoch und ein bis drei Millimeter breit. Er ist zylindrisch, zur Spitze hin schmaler. Er ist frisch weiß und wird gelblich orange im trockenen Zustand. Der Hut ist kegelig bis eiförmig, wird acht bis zehn Millimeter hoch und zwei bis fünf Millimeter braun. Seine Oberfläche ist netzartig, an seiner Spitze ist ein Loch. Die Gleba ist olivbraun mit einem abstoßenden Geruch. Die Volva ist braun und mit Bodenresten bedeckt.

### Mikroskopische Merkmale
Die mehr oder weniger elliptischen Sporen sind zwei bis drei μm lang und ein bis eineinhalb μm breit, durchscheinend und glatt. Sie sind gelblich grün gefärbt.

## Ähnliche Arten
Phallus tenuis ist sehr ähnlich, ist aber  insgesamt größer mit einem fünfzehn bis sechsundzwanzig Millimeter großen Hexenei, einem sieben bis zehn Zentimeter großem Stiel und einem glockigen Hut, der zwei bis fünf Zentimeter groß und 1,2 bis 2,4 Zentimeter breit wird. Er wächst im tropischen Asien. Auch Phallus pygmaeus ist ähnlich, ist auch sehr klein, besitzt aber einen netzartigen Stiel. Er wächst in Brasilien.

## Ökologie und Verbreitung
Phallus minusculus lebt wie alle Stinkmorcheln saprob. Er wächst in Gruppen auf abgestorbenem, verrottendem Holz. Er wurde bisher nur in Tansania gefunden.

## Systematik
Phallus minusculus wurde 2002 von  Kreisel & Calonge erstbeschrieben. Die Art wurde zuerst für Phallus tenuis gehalten, bis klar wurde, dass es sich um eine eigenständige Art handelt. Er zählt zur Sektion Flavophallus. Der Holotyp wurde in der Region Tanga im Distrikt Lushoto im Mazumbai Forest Reserve auf 1860 Meter Meereshöhe gefunden.